# Pat Verbeek
Patrick Martin Verbeek, född 24 maj 1964 i Sarnia, Ontario, är en kanadensisk före detta professionell ishockeyspelare som mellan 1982 och 2002 gjorde 1063 poäng på 1424 grundseriematcher i NHL för New Jersey Devils, Hartford Whalers, New York Rangers, Dallas Stars och Detroit Red Wings. Verbeek vann Stanley Cup en gång, med Dallas Stars 1999.
Verbeek draftades av New Jersey Devils i den tredje rundan som 43:e spelare totalt i 1982 års NHL-draft. Han debuterade i NHL efterföljande säsong då han på 6 matcher gjorde 5 poäng. Verbeek kom att spela sju säsonger i New Jersey innan han blev bortbytt till Hartford Whalers 1989 i utbyte mot Sylvain Turgeon. Hans första säsong i Hartford blev hans poängmässigt bästa under NHL-karriären då han på 80 matcher gjorde 44 mål, 45 assist och totalt 89 poäng. Efter att ha tillbringat avslutningen av säsongen 1994–95 och säsongen 1995–96 i New York Rangers tillbringade han tre säsonger i Dallas Stars där han den sista säsongen var med och vann Stanley Cup. Verbeek avslutade karriären efter säsongen 2001–02. 
Verbeek blev den 57:e spelaren i NHL:s historia att nå 1000 poäng i grundserien, den 28:e att göra 500 mål och den första och hittills enda att göra 500 mål och samtidigt ha nått 2500 utvisningsminuter.
Verbeek är från och med februari 2022 general manager för Anaheim Ducks.

## Statistik

### Klubbkarriär
| 1981–82    | Sudbury Wolves    | OHL        | 66   | 37  | 51  | 88   | 180  | —   | —  | —  | —  | —   |
| 1982–83    | Sudbury Wolves    | OHL        | 61   | 40  | 67  | 107  | 184  | —   | —  | —  | —  | —   |
| 1982–83    | New Jersey Devils | NHL        | 6    | 3   | 2   | 5    | 8    | —   | —  | —  | —  | —   |
| 1983–84    | New Jersey Devils | NHL        | 79   | 20  | 27  | 47   | 158  | —   | —  | —  | —  | —   |
| 1984–85    | New Jersey Devils | NHL        | 78   | 15  | 18  | 33   | 162  | —   | —  | —  | —  | —   |
| 1985–86    | New Jersey Devils | NHL        | 76   | 25  | 28  | 53   | 79   | —   | —  | —  | —  | —   |
| 1986–87    | New Jersey Devils | NHL        | 74   | 35  | 24  | 59   | 120  | —   | —  | —  | —  | —   |
| 1987–88    | New Jersey Devils | NHL        | 73   | 46  | 31  | 77   | 227  | 20  | 4  | 8  | 12 | 51  |
| 1988–89    | New Jersey Devils | NHL        | 77   | 26  | 21  | 47   | 189  | —   | —  | —  | —  | —   |
| 1989–90    | Hartford Whalers  | NHL        | 80   | 44  | 45  | 89   | 228  | 7   | 2  | 2  | 4  | 26  |
| 1990–91    | Hartford Whalers  | NHL        | 80   | 43  | 39  | 82   | 246  | 6   | 3  | 2  | 5  | 40  |
| 1991–92    | Hartford Whalers  | NHL        | 76   | 22  | 35  | 57   | 243  | 7   | 0  | 2  | 2  | 12  |
| 1992–93    | Hartford Whalers  | NHL        | 84   | 39  | 43  | 82   | 197  | —   | —  | —  | —  | —   |
| 1993–94    | Hartford Whalers  | NHL        | 84   | 37  | 38  | 75   | 177  | —   | —  | —  | —  | —   |
| 1994–95    | Hartford Whalers  | NHL        | 29   | 7   | 11  | 18   | 53   | —   | —  | —  | —  | —   |
|            | New York Rangers  | NHL        | 19   | 10  | 5   | 15   | 18   | 10  | 4  | 6  | 10 | 20  |
| 1995–96    | New York Rangers  | NHL        | 69   | 41  | 41  | 82   | 129  | 11  | 3  | 6  | 9  | 12  |
| 1996–97    | Dallas Stars      | NHL        | 81   | 17  | 36  | 53   | 128  | 7   | 1  | 3  | 4  | 16  |
| 1997–98    | Dallas Stars      | NHL        | 82   | 31  | 26  | 57   | 170  | 17  | 3  | 2  | 5  | 26  |
| 1998–99    | Dallas Stars      | NHL        | 78   | 17  | 17  | 34   | 133  | 18  | 3  | 4  | 7  | 14  |
| 1999–00    | Detroit Red Wings | NHL        | 68   | 22  | 26  | 48   | 95   | 9   | 1  | 1  | 2  | 2   |
| 2000–01    | Detroit Red Wings | NHL        | 67   | 15  | 15  | 30   | 73   | 5   | 2  | 0  | 2  | 6   |
| 2001–02    | Dallas Stars      | NHL        | 64   | 7   | 13  | 20   | 72   | —   | —  | —  | —  | —   |
| NHL totalt | NHL totalt        | NHL totalt | 1424 | 522 | 541 | 1063 | 2905 | 117 | 26 | 36 | 62 | 225 |